# Get Here
"Get Here" is een nummer van de Amerikaanse singer-songwriter Brenda Russell. Het nummer verscheen op haar gelijknamige album uit 1988. Op 13 september van dat jaar werd het uitgebracht als de derde en laatste single van het album. In 1990 bracht Oleta Adams een cover van het nummer uit op haar album Circle of One, die dat jaar als single werd uitgebracht.

## Achtergrond
"Get Here" is geschreven door Russell en geproduceerd door Russell, André Fischer en Peter O. Ekberg. Russell schreef het nummer in een penthouse in Stockholm terwijl zij naar luchtballonnen keek die over de stad vlogen. Volgens Russell deed het nummer haar denken aan "de vele manieren waarop je bij iemand kunt geraken". Russell werd door haar toenmalige platenlabel neergezet als danceartiest en zij dacht niet dat zij zo'n rustig nummer op wilde nemen, maar de volgende dag had zij deze nog steeds in haar hoofd. Zij vertelde: "Ik lees of schrijf geen muziek, dus het is buitengewoon wanneer een nummer dat ik nog niet heb opgeschreven of opgenomen nog steeds in mijn hoofd zit. Dus als ik het de volgende dag nog in mijn hoofd heb, is dat volgens mij extra speciaal, het is alsof iemand probeert om mij iets te verkopen." Russell behaalde met haar versie plaats 37 in de Amerikaanse r&b-lijsten in de nasleep van haar nationale top 10-hit "Piano in the Dark".
In 1990 nam de Amerikaanse zangeres Oleta Adams een cover op van "Get Here", die zij later dat jaar uitbracht op haar album Circle of One. Adams hoorde het nummer voor het eerst toen zij in Stockholm was en de versie van Russell in een platenzaak hoorde. Zij was zo onder de indruk van het nummer, dat zij besloot om het zelf op te nemen. Het werd gecoproduceerd door Tears for Fears-lid Roland Orzabal; Adams bracht een jaar eerder de single "Woman in Chains" uit met deze groep. Het nummer kreeg op dat moment een speciale betekenis voor de soldaten uit de Golfoorlog, met name door de regel "You can reach me by caravan, cross the desert like an Arab man".
"Get Here" werd in de versie van Oleta Adams een top 10-hit in de Amerikaanse Billboard Hot 100, waarin het tot de vijfde plaats kwam. In het Verenigd Koninkrijk en Ierland piekte de single nog een positie hoger. Ook in Canada, Duitsland en Nieuw-Zeeland werden de hitlijsten bereikt. In Nederland kwam de single tot plaats 27 in de Top 40 en plaats 28 in de Nationale Top 100.
"Get Here" werd door nog een aantal artiesten gecoverd. Hitgenoteerde versies zijn afkomstig van Q met Tracy Ackerman, die in 1993 plaats 37 in het Verenigd Koninkrijk bereikten, en Edsilia Rombley, die in 1999 in Nederland plaats 88 in de Mega Top 100 met een uptempo versie van het nummer. Zij bracht twee jaar eerder al een Nederlandstalige versie uit onder de titel "Zorg dat je er bent". Andere artiesten die het nummer gecoverd hebben, zijn onder meer Vanessa Amorosi, Paul Anka, David Archuleta, Will Downing, Lucy Hale, Andy Hallett (in de televisieserie Angel), Nils Landgren, Johnny Logan, Patti LuPone, Barbara Mandrell, Jennifer Rush, Sam Smith, Siti Nurhaliza en Conchita Wurst.

## Hitnoteringen

### Oleta Adams

#### Nederlandse Top 40
| Hitnotering: 22-12-1990 t/m 19-01-1991 | Hitnotering: 22-12-1990 t/m 19-01-1991 | Hitnotering: 22-12-1990 t/m 19-01-1991 | Hitnotering: 22-12-1990 t/m 19-01-1991 | Hitnotering: 22-12-1990 t/m 19-01-1991 | Hitnotering: 22-12-1990 t/m 19-01-1991 |
| Week                                   | 1                                      | 2                                      | 3                                      | 4                                      |                                        |
| -------------------------------------- | -------------------------------------- | -------------------------------------- | -------------------------------------- | -------------------------------------- | -------------------------------------- |
| Positie                                | 34                                     | 29                                     | 27                                     | 33                                     | uit                                    |

#### Nationale Top 100
| Hitnotering: 10-11-1990 t/m 02-02-1991 | Hitnotering: 10-11-1990 t/m 02-02-1991 | Hitnotering: 10-11-1990 t/m 02-02-1991 | Hitnotering: 10-11-1990 t/m 02-02-1991 | Hitnotering: 10-11-1990 t/m 02-02-1991 | Hitnotering: 10-11-1990 t/m 02-02-1991 | Hitnotering: 10-11-1990 t/m 02-02-1991 | Hitnotering: 10-11-1990 t/m 02-02-1991 | Hitnotering: 10-11-1990 t/m 02-02-1991 | Hitnotering: 10-11-1990 t/m 02-02-1991 | Hitnotering: 10-11-1990 t/m 02-02-1991 | Hitnotering: 10-11-1990 t/m 02-02-1991 | Hitnotering: 10-11-1990 t/m 02-02-1991 | Hitnotering: 10-11-1990 t/m 02-02-1991 |
| Week                                   | 1                                      | 2                                      | 3                                      | 4                                      | 5                                      | 6                                      | 7                                      | 8                                      | 9                                      | 10                                     | 11                                     | 12                                     |                                        |
| -------------------------------------- | -------------------------------------- | -------------------------------------- | -------------------------------------- | -------------------------------------- | -------------------------------------- | -------------------------------------- | -------------------------------------- | -------------------------------------- | -------------------------------------- | -------------------------------------- | -------------------------------------- | -------------------------------------- | -------------------------------------- |
| Positie                                | 96                                     | 77                                     | 65                                     | 48                                     | 40                                     | 33                                     | 33                                     | 31                                     | 28                                     | 37                                     | 49                                     | 74                                     | uit                                    |

#### NPO Radio 2 Top 2000
| Nummer met noteringen in de NPO Radio 2 Top 2000 | '99 | '00  | '01  | '02  | '03  | '04  | '05  | '06  | '07  | '08  | '09  | '10  | '11  | '12  | '13  | '14  |
| ------------------------------------------------ | --- | ---- | ---- | ---- | ---- | ---- | ---- | ---- | ---- | ---- | ---- | ---- | ---- | ---- | ---- | ---- |
| Get Here                                         | 669 | 1552 | 1175 | 1256 | 1037 | 1312 | 1564 | 1466 | 1872 | 1464 | 1983 | 1794 | 1365 | 1673 | 1545 | 1730 |

1. ↑  Een vetgedrukt getal geeft de hoogste notering aan.
2. ↑  Deze tabel is bijgewerkt tot en met de laatste editie (2024).

### Edsilia Rombley

#### Mega Top 100
| Hitnotering: 06-02-1999 t/m 06-03-1999 | Hitnotering: 06-02-1999 t/m 06-03-1999 | Hitnotering: 06-02-1999 t/m 06-03-1999 | Hitnotering: 06-02-1999 t/m 06-03-1999 | Hitnotering: 06-02-1999 t/m 06-03-1999 | Hitnotering: 06-02-1999 t/m 06-03-1999 | Hitnotering: 06-02-1999 t/m 06-03-1999 |
| Week                                   | 1                                      | 2                                      | 3                                      | 4                                      | 5                                      |                                        |
| -------------------------------------- | -------------------------------------- | -------------------------------------- | -------------------------------------- | -------------------------------------- | -------------------------------------- | -------------------------------------- |
| Positie                                | 90                                     | 88                                     | 91                                     | 89                                     | 89                                     | uit                                    |